# Formica microgyna
Formica microgyna är en myrart som beskrevs av Wheeler 1903. Formica microgyna ingår i släktet Formica och familjen myror. Inga underarter finns listade i Catalogue of Life.

## Bildgalleri

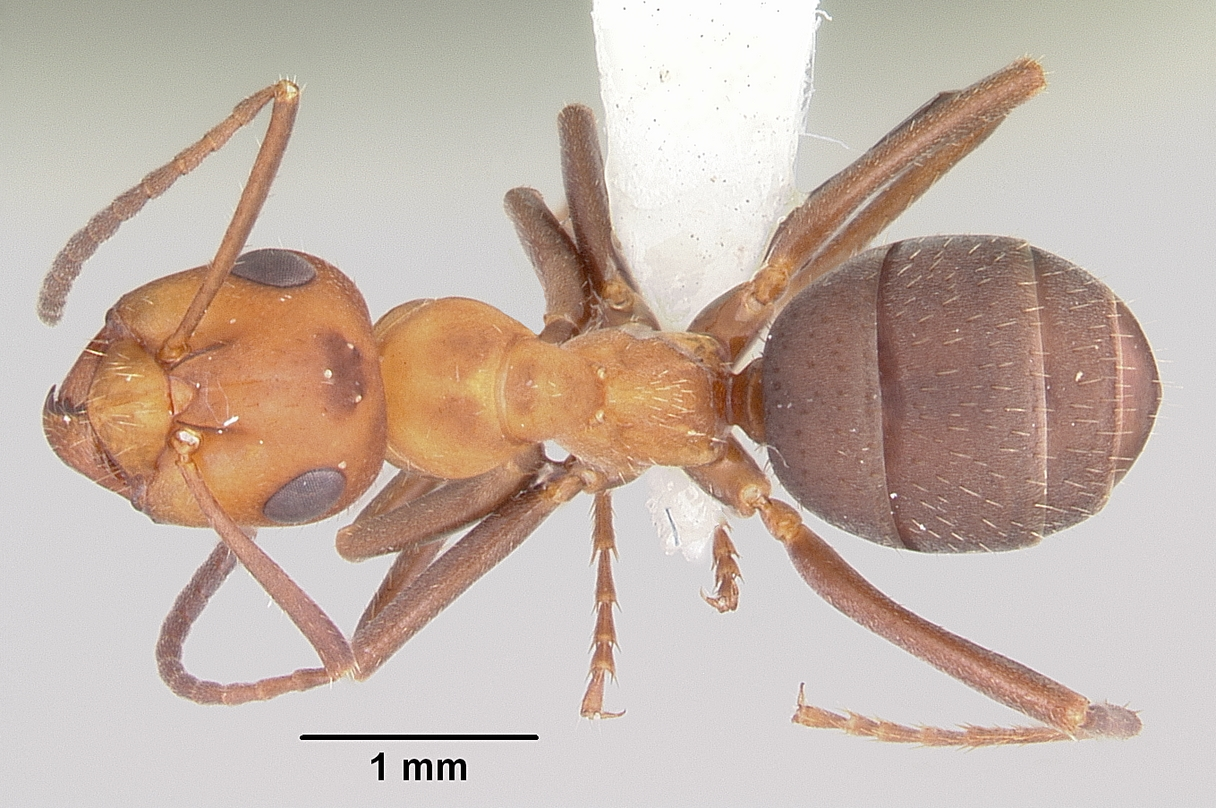
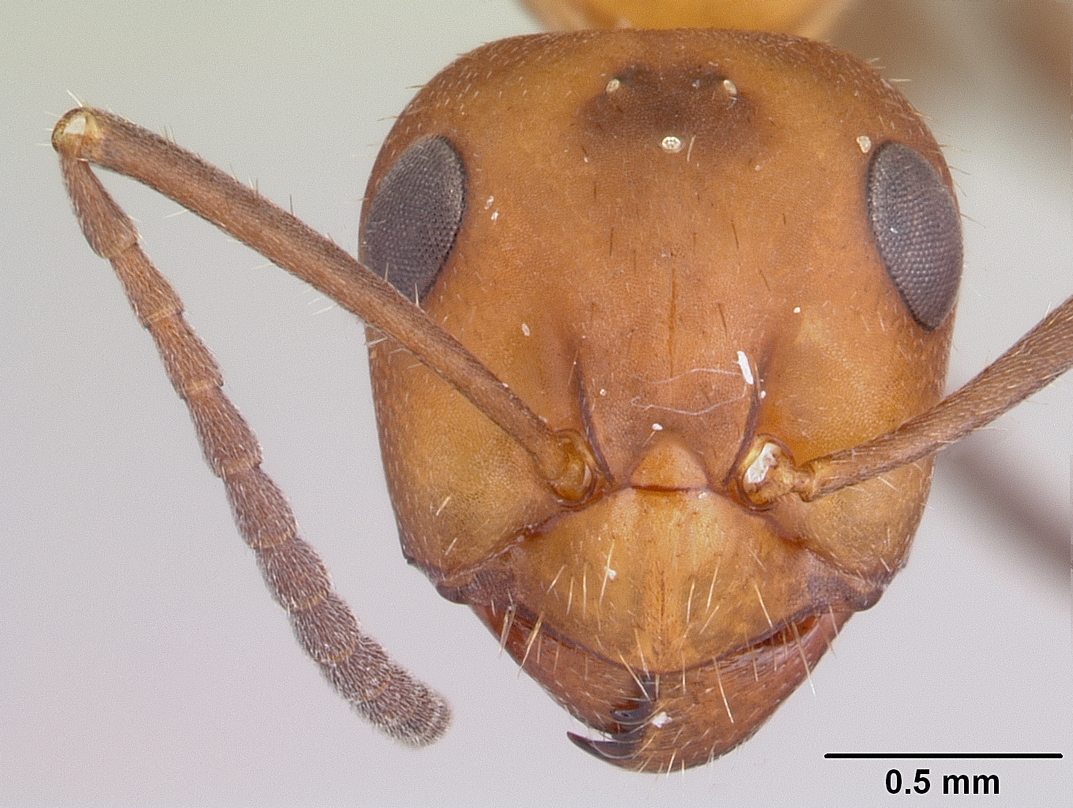
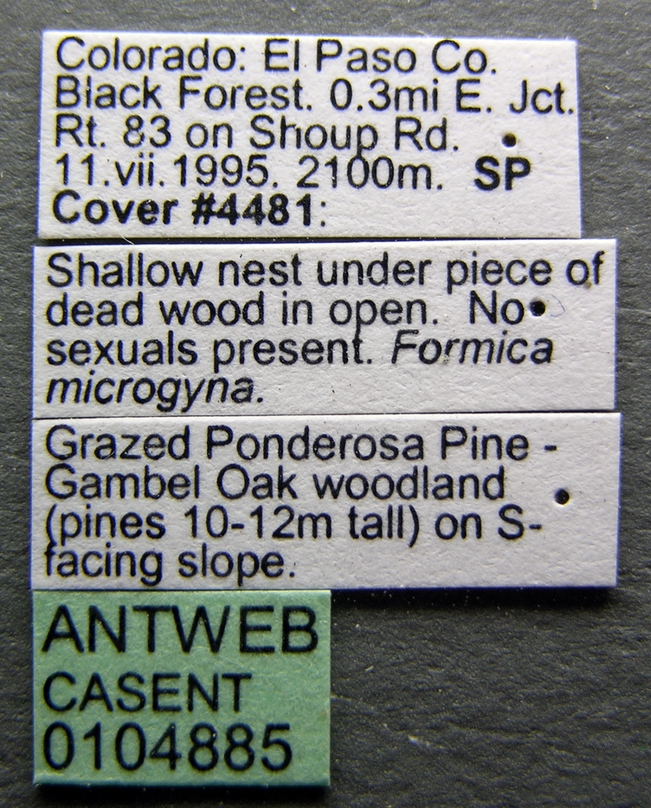
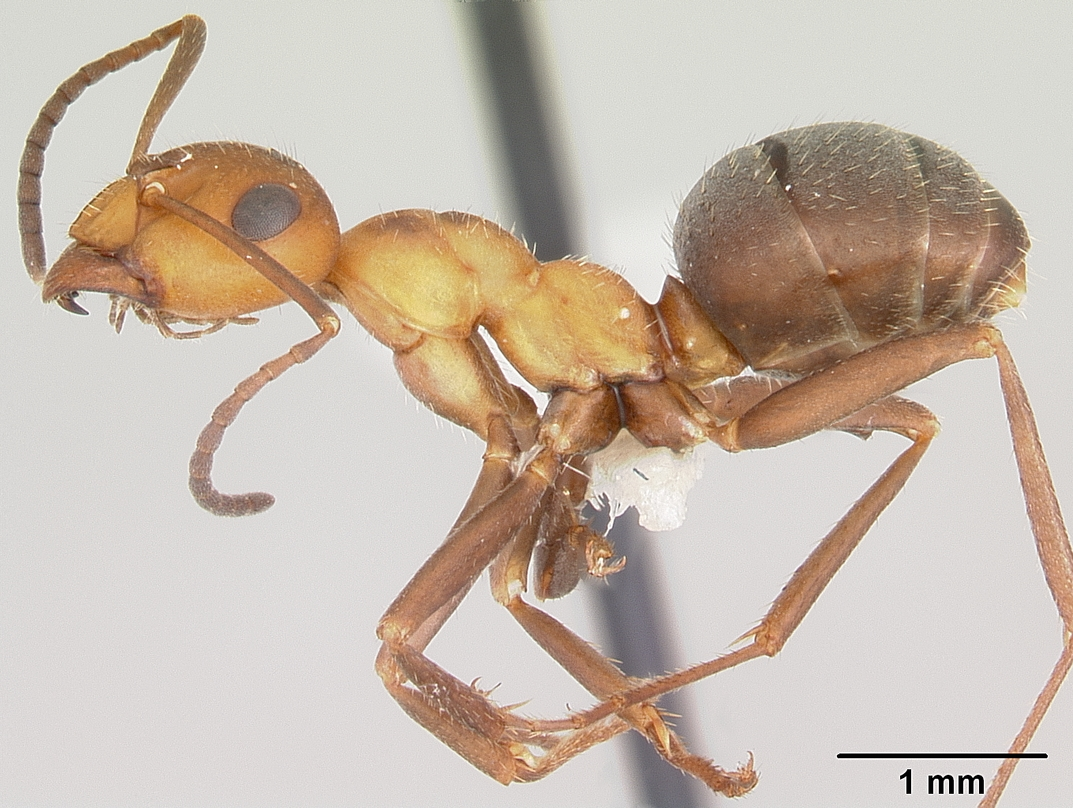